# Вессель, Генрих
Генрих Отто Вессель (нем. Heinrich Otto Wessel; 13 апреля 1904, Лотте, Германская империя — 6 февраля 1996, Бад-Фаллингбостель, Германия) — немецкий бухгалтер, оберштурмфюрер СС, адъютант коменданта концлагеря Заксенхаузен.

## Биография
Генрих Вессель родился 13 апреля 1904 года в крестьянской семье. С 1910 года ходил в народную школу в Остерберге. С 1917 года посещал среднюю, а затем коммерческую школу в Оснабрюке, в которой в 1921 году получил среднее общее образование. Впоследствии изучал банковское дело в Оснабрюке и работал в частном банке. В 1925 году был уволен из-за экономического кризиса. До 1929 года работал бухгалтером в различных фирмах, пока не стал безработным. С 1932 по 1935 работал в мясной лавке своего брата. С 1935 по 1937 года жил у родителей в Остерберге и работал бухгалтером в Оснабрюке. В 1937 году женился после чего  переехал в Оснабрюк.
В 1933 году вступил в НСДАП (билет № 3566467). В 1934 году был зачислен в ряды общих СС (№ 201029). 6 сентября 1939 года был призван в войска СС и поступил на службу в охранный батальон в концлагере Заксенхаузен. С 1 сентября 1942 и до апреля 1945 года был адъютантом коменданта концлагеря Заксенхаузена Антона Кайндля. 11 октября 1944 года он провёл расстрел 27 политических заключённых. В конце апреля 1945 года бежал вместе с женой и комендантом лагеря.
После окончания войны скрывался у своих родителей в Остерберге. В 1951 году присвоил себе имя пропавшего без вести родственника Вернера Бирбаума и занялся бухгалтерской деятельностью. В 1954 году перестал пользоваться ложным именем. 13 февраля 1960 года был арестован и помещён в следственный изолятор. 6 июня 1962 года земельный суд в Фердене приговорил его к семи с половиной годам тюремного заключения. Отбывал заключение в тюрьме города Целле. В апреле 1966 года был освобождён условно-досрочно. После освобождения работал бухгалтером в магазине древесины в Дорфмарке. В 1969 году вышел на пенсию.